# Миколаїв (аеропорт)
Миколаївський міжнародний аеропорт (IATA: NLV, ICAO: UKON) — цивільний міжнародний аеропорт у Миколаївській області, розташований за 13 км від Миколаєва.

## Авіалінії та напрямки

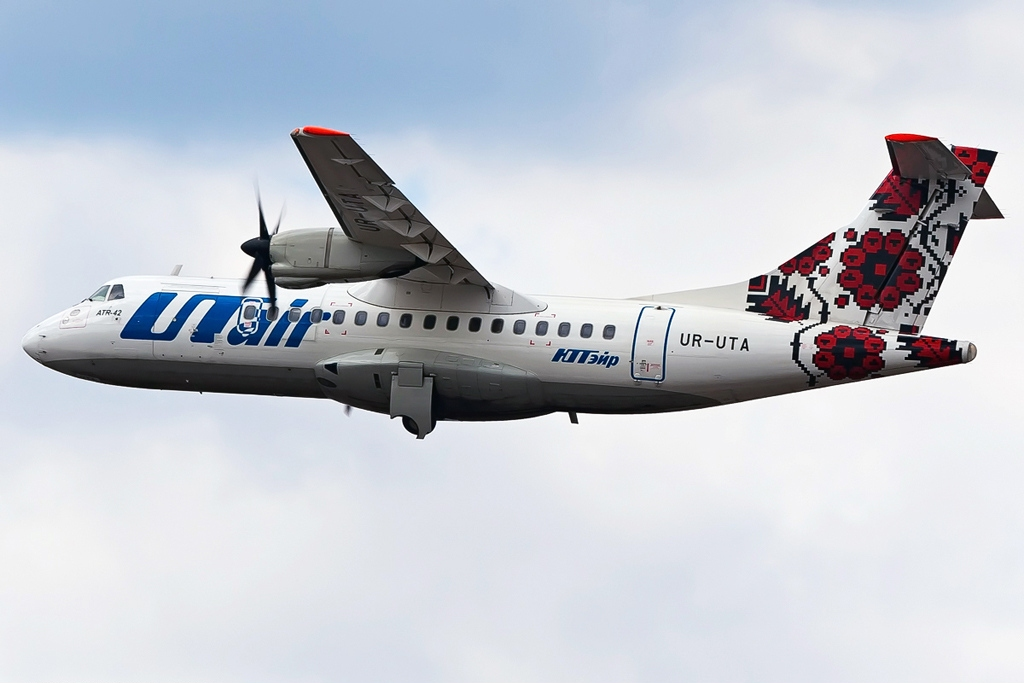
ATR 42-300 компанії UTair Ukraine

| Авіакомпанія | Пункт призначення |
| ------------ | ----------------- |
| Windrose     | Бориспіль         |

## Історія

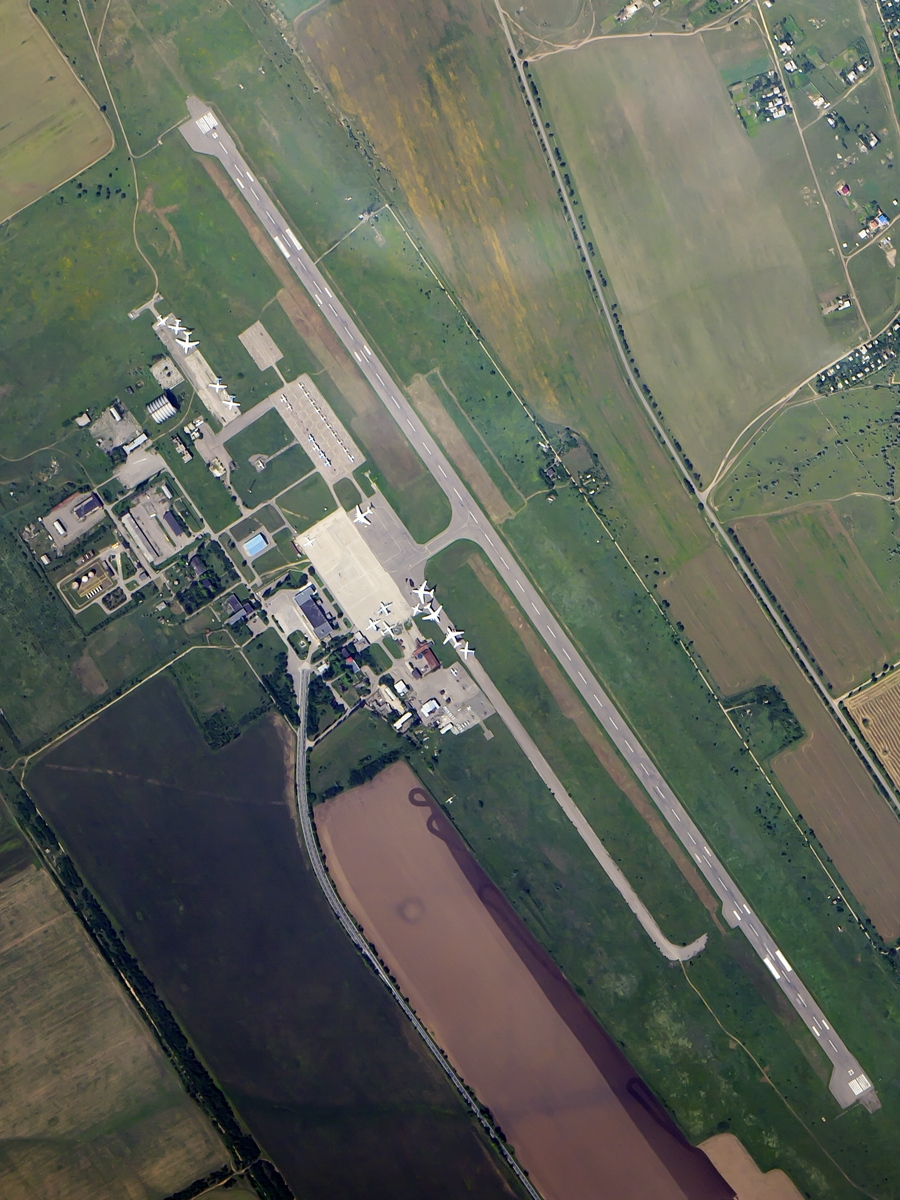
Вид на аеропорт з повітря

Аеродром було побудовано 1944 року. Протягом тривалого часу використовувався Збройними силами СРСР як військовий. Згодом виникла потреба у наявності аеропорту для цивільної авіації. З огляду на це в 1960 році Миколаївський аеродром було перетворено на аеропорт цивільної авіації.
Підприємство отримало назву «Миколаївський об'єднаний авіазагін». До його завдань належали, окрім вантажопасажирських перевезень — сільськогосподарські та інші роботи: обприскування отрутохімікатами садів і полів України, огляд фахівцями аміакопроводу та ліній електропередач, патрулювання річок разом із Рибінспекцією, рятувально-пошукові роботи та інше. Тоді аеродром мав ґрунтову злітну смугу, але оскільки рейси на той час виконувалися літаками, здатними приземлятися на ґрунт (АН-24, або раніше американський Лі-2), старий аеропорт «Миколаїв» відвідували літаки середнього класу.
З часом пасажиропотік зріс, а водночас збільшувалося навантаження і на аеродром. Проєкт авіаційного підприємства було розроблено Московським державним проєктно-вишукувальним та науково-дослідним інститутом цивільної авіації «Аеропроект». Згідно з проєктом, нове підприємство дістало назву «Планово-збиткове підприємство “Миколаївський об'єднаний авіазагін”» (МОАЗ), оскільки заплановані збитки становили 965 тисяч радянських карбованців на рік. Це, можливо, пояснювалося вкрай низькою (економічно необґрунтованою) вартістю авіаквитків, адже середня зарплата відповідала тоді приблизно 100 радянським рублям, а авіаквиток від Миколаєва до Москви (1300 км), коштував 27 крб. До того ж, з кожного карбованця від проданого аеропортом пасажирського квитка на рахунок МОАЗ йшло лише 10 копійок. Більшість грошей від продажу авіаквитків перераховувалася аеропортам приписки літаків — власникам повітряних суден, які здійснювали польоти.
1975 року була побудована нова злітно-посадкова смуга (ЗПС), разом із нею з'явилися господарські споруди та обладнання для виконання польотів: радіолокатори, система посадки, світлосигнальна система, авіадиспетчерські пункти, ангари для малої авіації, аеровокзал тощо.
1980 року МОАЗ (рос. НОАО) переїхав на нове місце, розташоване в кількох кілометрах від старої зони, але авіація застосування в народному господарстві: вертольоти Ка-26 (на жаргоні авіаторів — «вертушка»), літаки Ан-2 («кажан») та склади матеріально-технічного забезпечення ще залишалися на «старій зоні».
1983 року було побудовано новий пасажирський термінал. Того ж року було проведено сертифікацію аеропорту відповідно до третьої категорії ІКАО як аеропорту внутрішніх авіаліній СРСР із правом приймати повітряні судна Ту-134 та подібних класів. Задля можливості приймати й обслуговувати пасажирські судна типу Ту-154, Іл-76, Ан-22, Іл-62 у 1989 році в Миколаївському аеропорту було проведено реконструкцію злітно-посадкової смуги (потовщення бетонних плит за допомогою надсучасного на той час покриття ― асфальто-полімер-бетону). Крім того, було розширено ЗПС та збільшено її довжину, що значно покращило можливості аеропорту.

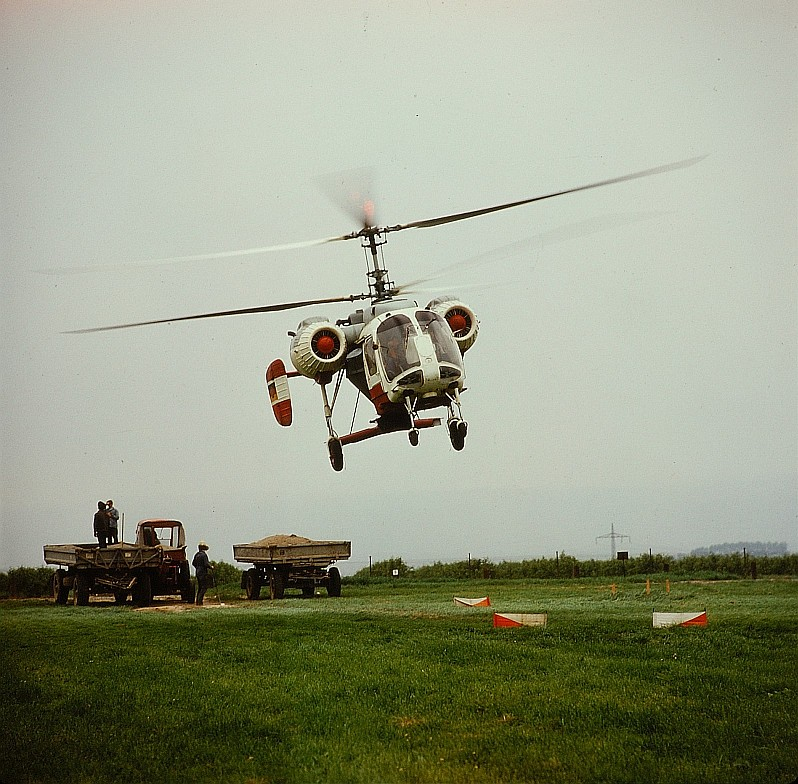
Авіаційно-хімічні роботи

1992 року аеропорт пройшов міжнародну сертифікацію, що дало змогу приймати й обслуговувати літаки з-за кордону. Крім того, аеропорт надавав послуги, пов'язані з базуванням повітряних суден та комерційного обслуговування пасажирів, послуги з питань транспорту, засобів зв'язку, оренди приміщень, зберігання авіаційного та комерційного пального, вантажів тощо.

У серпні 2017 року відновлена злітно-посадкова смуга, повністю замінено поверхневий шар — асфальто-бетонне покриття.
Надалі на черзі відновлення світлосигнального обладнання, проведення випробувань радіорелейного обладнання та сертифікація аеропорту — це наше завдання.
— прокоментував заступник директора аеропорту.

## Сучасність

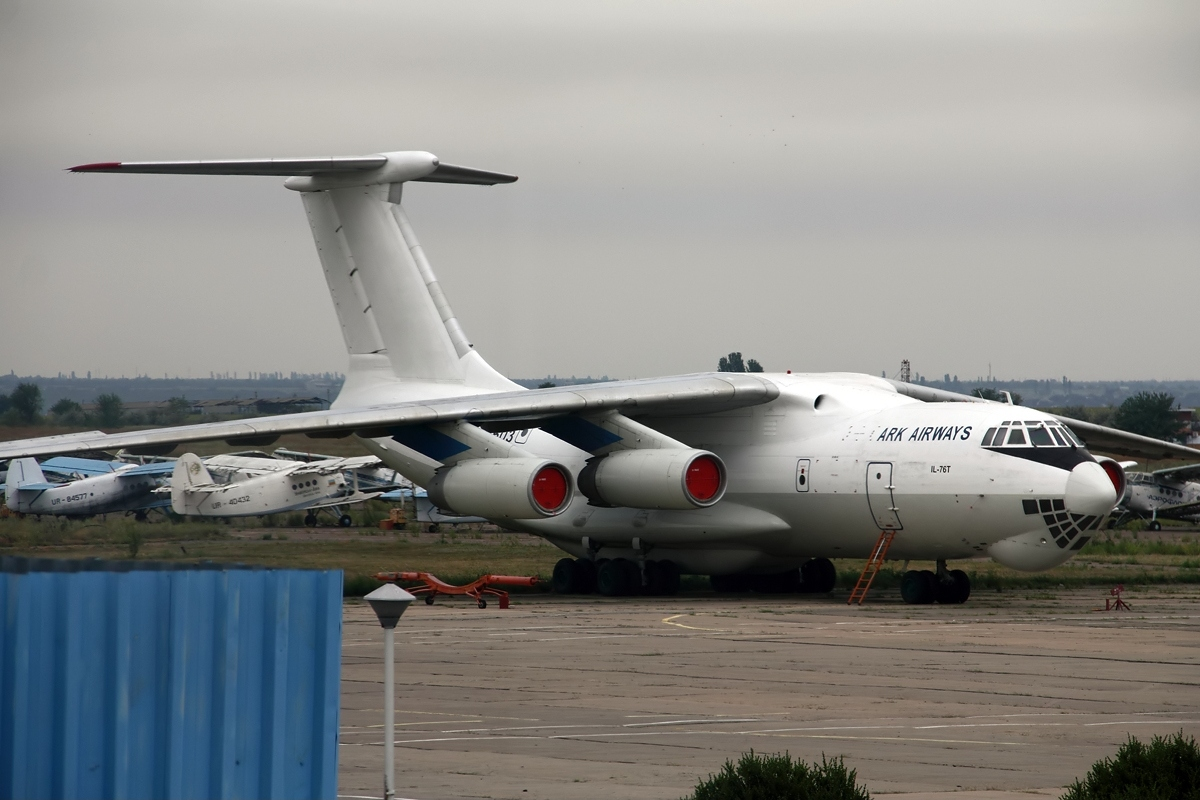
Літак Іл-76

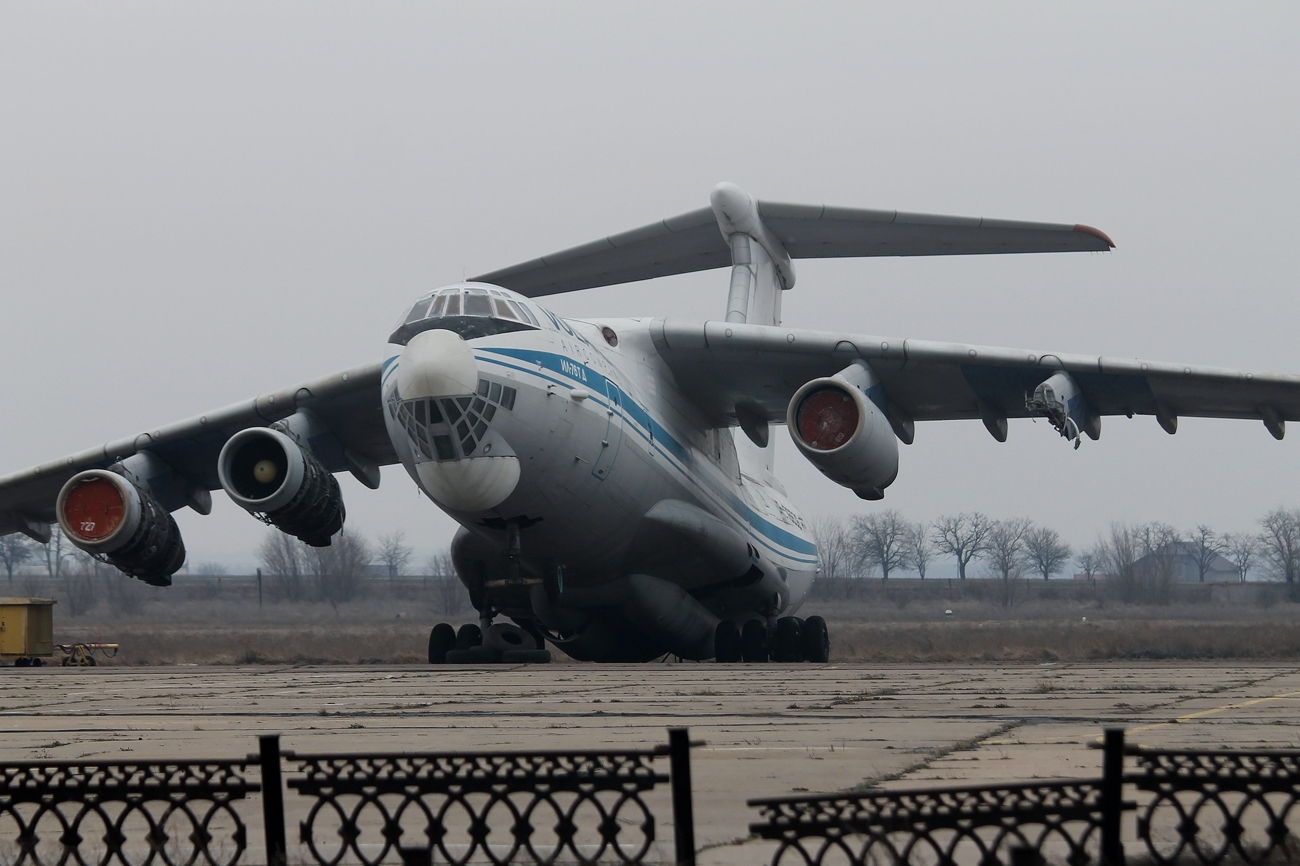
Літак Іл-76

Ще з 1990-х років миколаївський аеропорт став одним із найбільших і технічно оснащених авіапідприємств на півдні України: аеропорт класу «B»; сучасна злітно-посадкова смуга та стоянка, готові до приймання літаків із посадкової масою близько 220 тонн (220 «довгих» тонн, 240 «коротких» тонн) і розмістити вісім літаків Іл-76; обладнаний освітленням, радіо та навігаційним обладнанням аеродром.
Аеровокзальний комплекс до 2013 року мав пропускну здатність до 400 пасажирів на годину на внутрішніх рейсах авіакомпанії і до 100 пасажирів на годину ― на міжнародних рейсах. З кінця 2014 року пропускна здатність скоротилась до 300 осіб.
У квітні 2007 року Миколаївська обласна рада ухвалила рішення акціонувати аеропорт задля подальшої приватизації. 28 березня 2008 року було створено комісію з приватизації «Миколаївський міжнародний аеропорт».
У січні 2009 року Миколаївська обласна державна адміністрація реорганізувала «Миколаївський міжнародний аеропорт» у відкрите акціонерне товариство[3].

У жовтні 2010 року Миколаївська обласна рада скасувала власне рішення про приватизацію «Миколаївський міжнародний аеропорт» та про реорганізацію аеропорту у публічне акціонерне товариство. Заступник голови Миколаївської обласної державної адміністрації повідомив тоді на сесії обласної ради:
До сьогодні жодного серйозного покупця або охочого прибути з інвестиціями до нашого аеропорту у нас не з'явилося. Подальше перебування аеропорту у стані приватизації стримує його розвиток як комунального підприємства».
У липні 2011 року тодішній голова Миколаївської обласної ради заявив, що готовий підтримати ідею приватизації у разі надання довгострокового плану розвитку аеропорту.
У грудні 2011 року, британська Skytrain Airlines Ltd обговорювала можливість започаткування прямих авіарейсів із «Миколаївського міжнародного аеропорту» до Венеції (Тревізо) та Мюнхена.
У вересні 2014 року аеропорт пройшов сертифікацію, що дозволяло приймати як цивільні, так і вантажні повітряні судна (виняток — літаки з низьким розташуванням авіадвигунів).
15 вересня 2015 року в Миколаєві було створено комунальне підприємство міської ради «Миколаївський міжнародний аеропорт». За це рішення, у ході сесії міської ради, проголосували 53 депутати (потенційний інвестор — група компаній RDS Group).

4 березня 2016 року керівники області погодили створення нової робочої групи для вирішення питань щодо «Миколаївського міжнародного аеропорту». Перший заступник голови обласної ради підкреслював:
Проведено низку перемовин. На сьогодні компанія «Боїнг» хоче відкривати своє представництво в Україні. Для цього Україні треба мати два аеропорти, які зможуть приймати важкі літаки. Основний аеропорт — «Бориспіль», але потрібний резервний, раніше його завдання виконував Донецький аеропорт. Тому сьогодні резервним національним аеропортом для важкої авіації, за нормами міжнародної безпеки, може стати міжнародний аеропорт «Миколаїв». Це може дати нам особливий статус і бути зазначеним окремим рядком в обласному бюджеті.
На теренах аеропорту базується та станом на 2017 рік продовжувала працювати ВАТ «Авіакомпанія спеціального призначення «Миколаїв-Аеро».

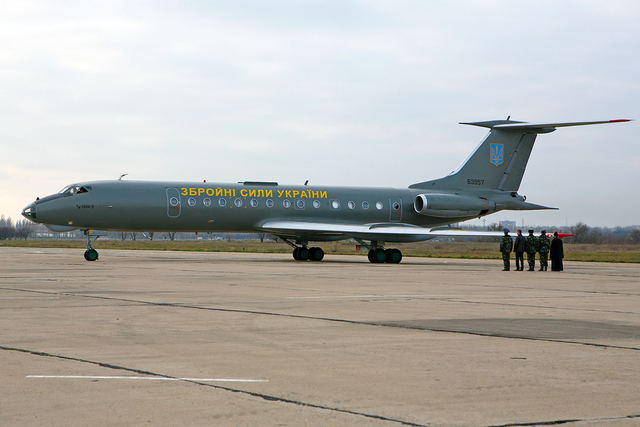
Літак збройних сил України

Станом на середину 2017 року власне міжнародний аеропорт не працював. Ініціативна група за участі народних депутатів України від Миколаєва у квітні ухвалила рішення про відродження аеропорту — наразі тривало його відновлення, зокрема, оновлення асфальто-полімер-бетонного покриття злітної смуги та ремонт аеровокзалу, заплановано ремонт світлосигнальної системи (заміна аеродромних вогнів) — за посередництвом голови миколаївської облдержадміністрації та за участі мера Миколаєва. За деякими даними, Украерорух надав дані, що за останній рік послугами повітряного транспорту з інших аеропортів України, миколаївці скористалися близько 100 000 разів, що свідчить про його потенційну рентабельність.
На початку грудня 2017 року було завершені роботи з нанесення нового маркування перону (загальна кількість місць стоянок — 9). Крім того, було проведено інструментальне вимірювання PCN (Класифікаційне число штучного покриття, англ. Pavement classification number), що складає 32. Це означає, що базуватися на пероні зможуть такі літаки, як-от Boeing 737 (усі модифікації), Boeing 747 (до 400-ї серії), Boeing 767 (200-ї серії), Airbus A319 / 320 / 321 та інші подібні або менші повітряні судна.
Запуск аеропорту було попередньо заплановано на березень 2018 року, однак його відклали до травня задля повноцінного завершення всіх робіт.
Протягом 23—26 січня Украерорух за допомогою спеціального літака Super King Air 350 здійснив обліт радіонавігаційних пристроїв аеропорту.
23 травня 2018 року аеродром отримав сертифікат, що надає право обслуговувати вантажні борти категорії 4С.
1 жовтня 2018 року аеропорт отримав сертифікат провайдера аеронавігаційного обслуговування. Надалі заплановане встановлення системи точної посадки ILS420, що уможливить захід на посадку за I кат ІКАО, а також DVOR/DME.
Адміністрація повторно оголосила проведення тендеру на встановлення світлосигнального обладнання для посадки згідно ТЗ аеропорту. Попередній тендер скасовано АМКУ.
Як повідомляв виконувач обов'язки директора Федір Барна 15 листопада під час економічного форуму «Миколаївщина — надійний партнер», напередодні отримано останні зміни до сертифіката аеродрому.
28 грудня 2018 року туроператори Join UP! і SkyUp Airlines запускають рейс до Шарм-еш-Шейха (Єгипет). Виконання рейсу передбачено двічі на тиждень.
19 листопада 2018 року з аеропорту Миколаїв вперше після багаторічної перерви був виконаний авіарейс.
26 грудня 2018 року було здійснено перший міжнародний рейс у виконанні АК SkyUp Airlines до Шарм-еш-Шейха.
У січні 2019 року туроператор Join UP! оголосив про початок продажу квитків до Анталії на рейс, який виконуватиме АК SkyUp Airlines з травня 2019 року.
З 18 травня 2020 року, повинен був відбутися перший регулярний рейс АК Windrose Airlines до Борисполя. Через пандемію коронавірусу запуск рейсу був відкладений на невизначений термін. Наразі відомо, що 1 серпня 2020 року цей рейс повинен був відбутися наново.
З 23 вересня 2021 року став доступним новий рейс до Стамбула. Цей рейс відкритий спільно з авіакомпанією Turkish Airlines.

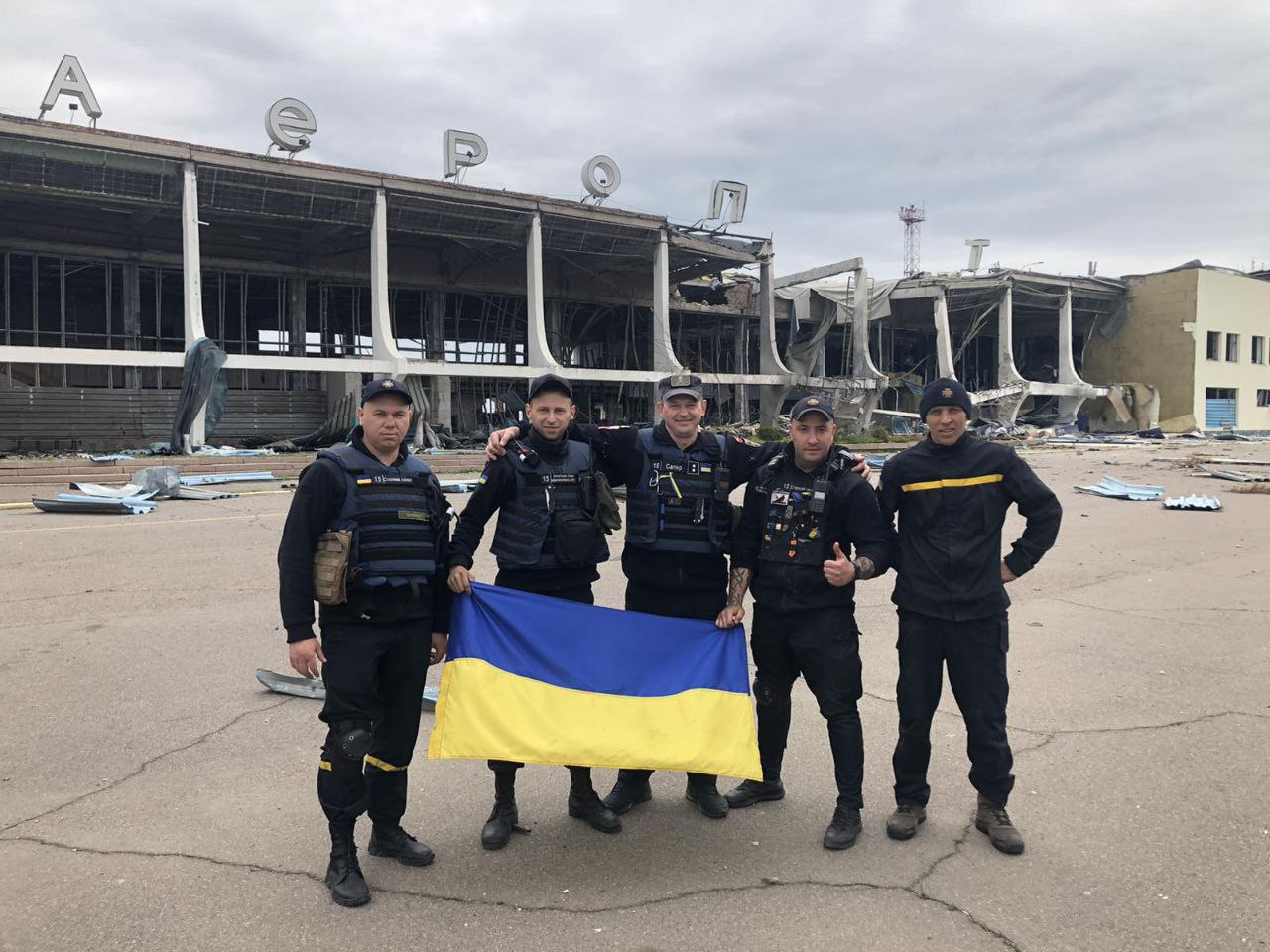
Аеропорт після боїв

27 лютого 2022 року в ході вторгнення російських військ в Україну росіяни обстрілювали Миколаївський аеропорт ракетами. Зазначається, що попередньо відбулося три атаки з боку росіян. 9 березня ЗСУ вчергове відбили намір загарбників захопити аеропорт. За даними миколаївської поліції, обстрілом 28 березня аеропорт був майже повністю знищений.

## Керівництво

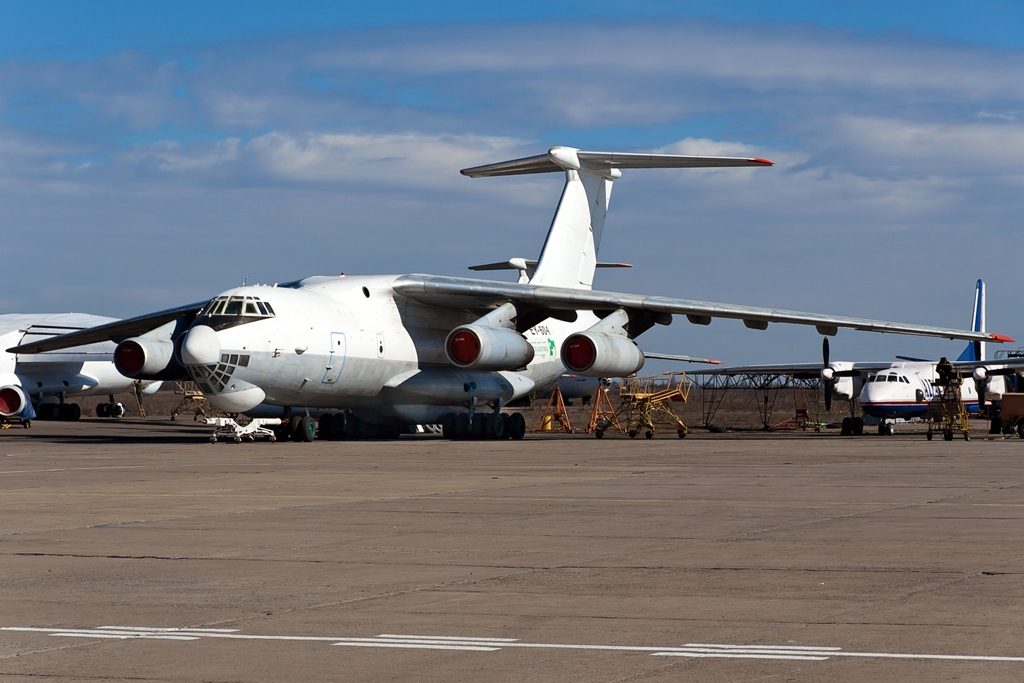
Літак Іл-76

За часів існування Миколаївського об'єднаного авіазагону підприємством керував командир МОАЗ (Миколаївського об'єднаного авіазагону), згодом начальником аеродрому став директор аеропорту, а з набуттям статусу міжнародного, посада керівника стала називатися «генеральний директор» «Миколаївського міжнародного аеропорту».
29 грудня 2017 року директора аеропорту Михайло Галайко було заарештовано під час спроби дати хабар губернатору Миколаївської області Олексію Савченко у розмірі 700 тис. грн. За це той повинен був продовжити трудовий договір із Галайком. За словами Савченка, це була частина хабаря, а загальна сума мала становити 2,5 млн грн. За даними слідства, ці гроші директор отримав за те, що підписав акти виконання робіт із будівництва злітної смуги, вартістю 68,5 млн грн.
З 30 грудня 2017 року обов'язки генерального директора «Миколаївський міжнародний аеропорт» виконував Владислав Волошин.18 березня у Миколаєві у власній квартирі він застрелився. За словами джерела, в аеропорту було багато й інших проблем, які пригнічували і можливо призвели до самогубства директора.
18 квітня 2018 року новим керівником Миколаївського міжнародного аеропорту був призначений депутат Миколаївської облради Федір Барна. 25 вересня 2021 року виконавцем обов'язків генерального директора Миколаївського аеропорту призначено Петра Кизима.

## Світлини

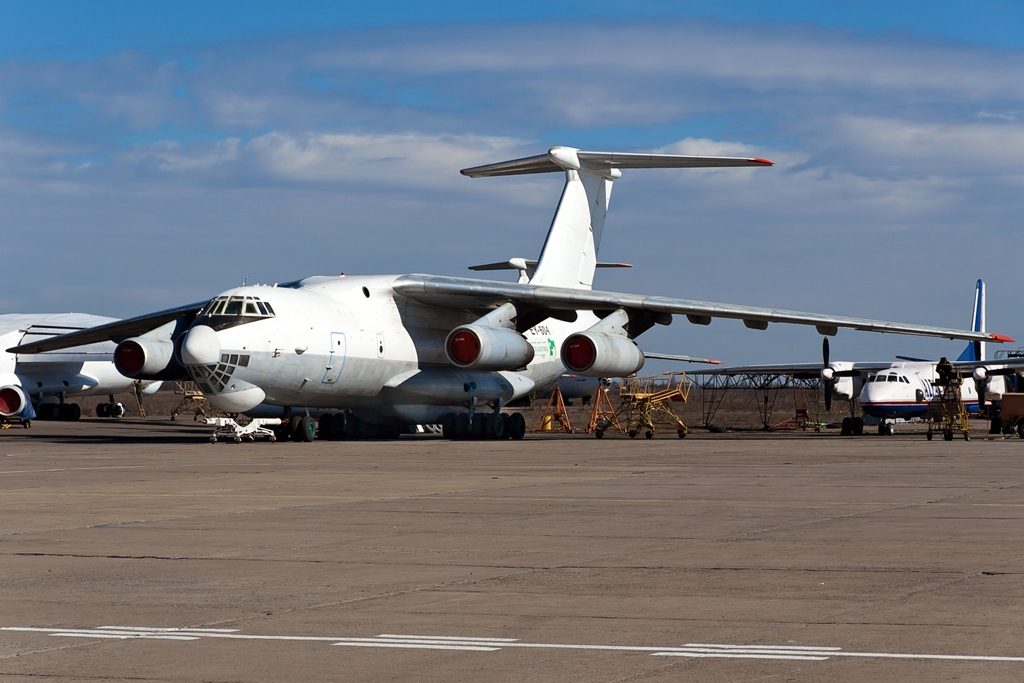
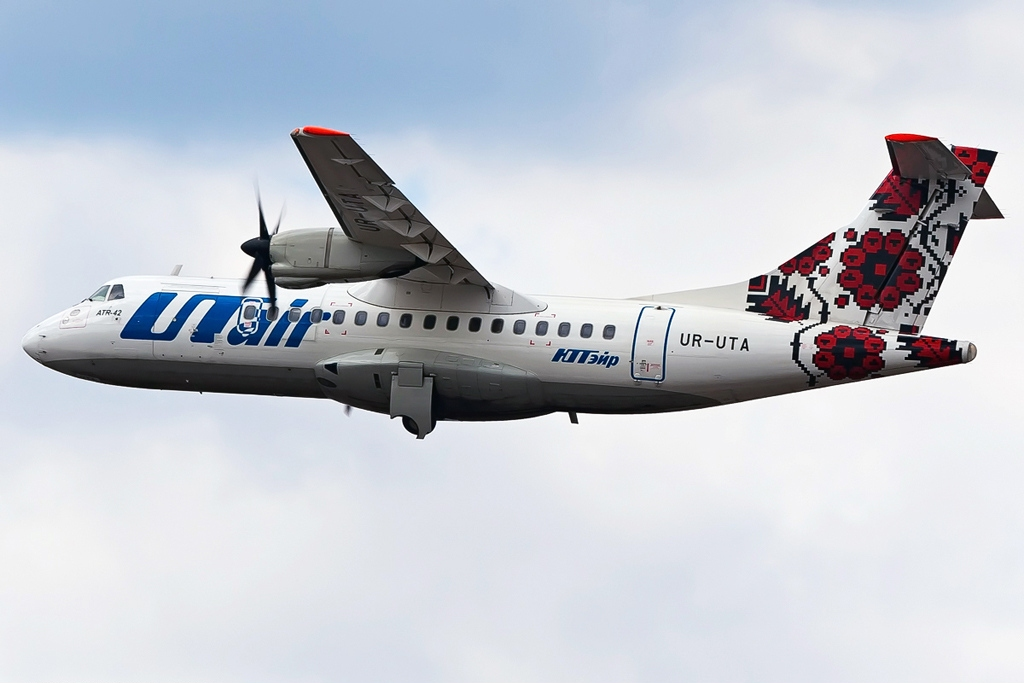
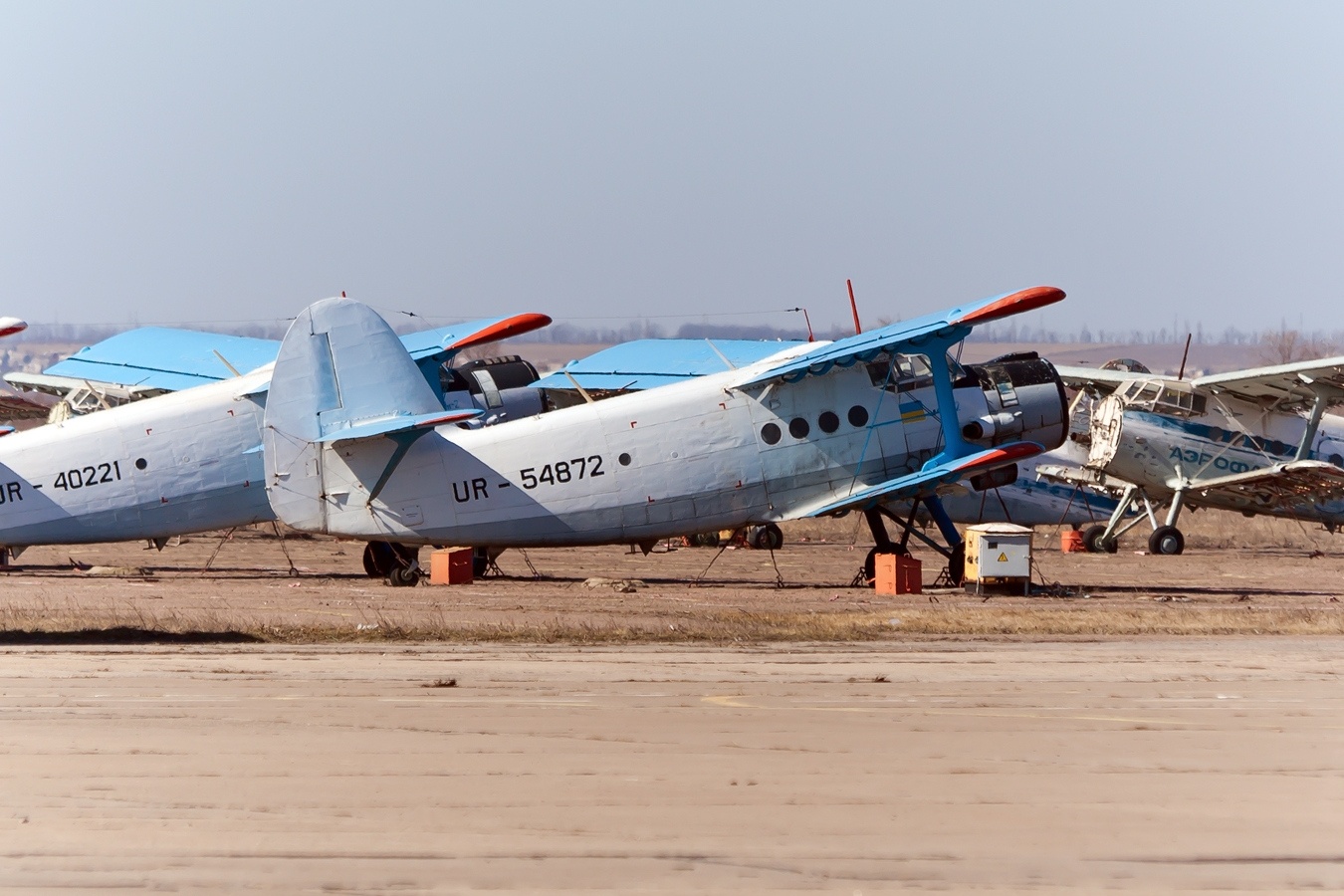
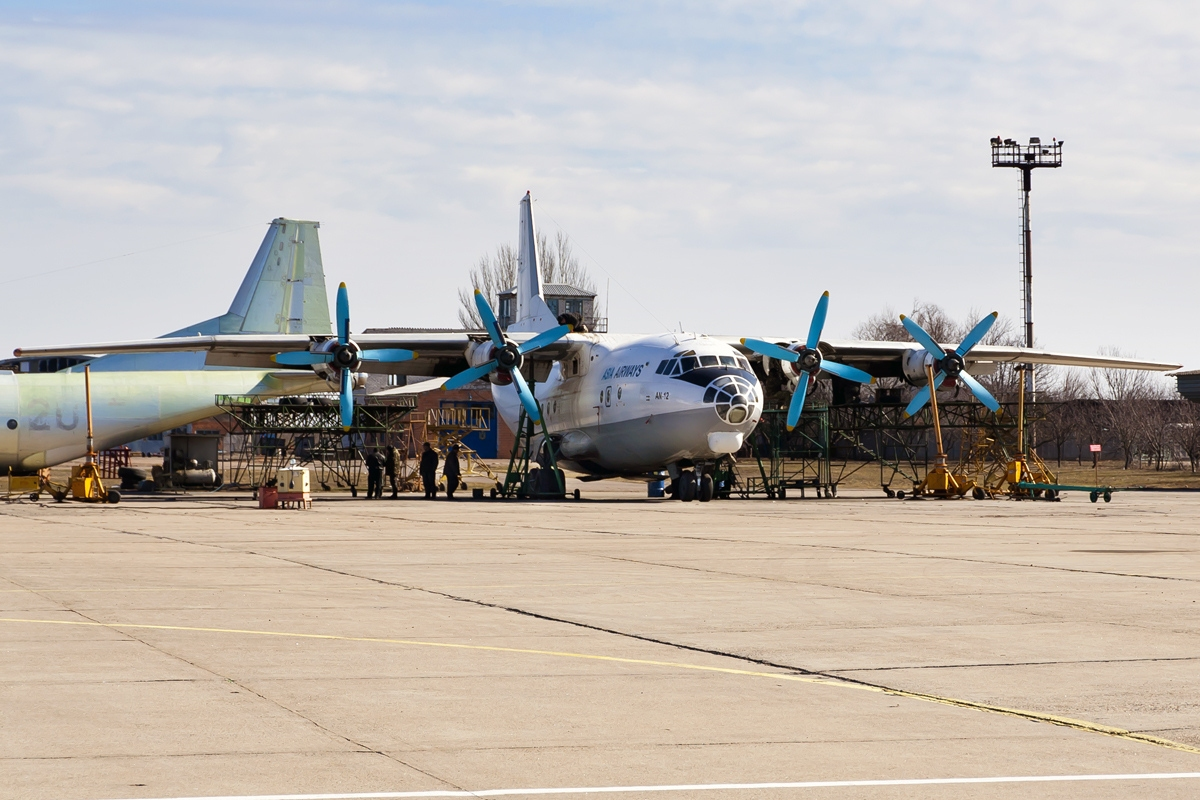
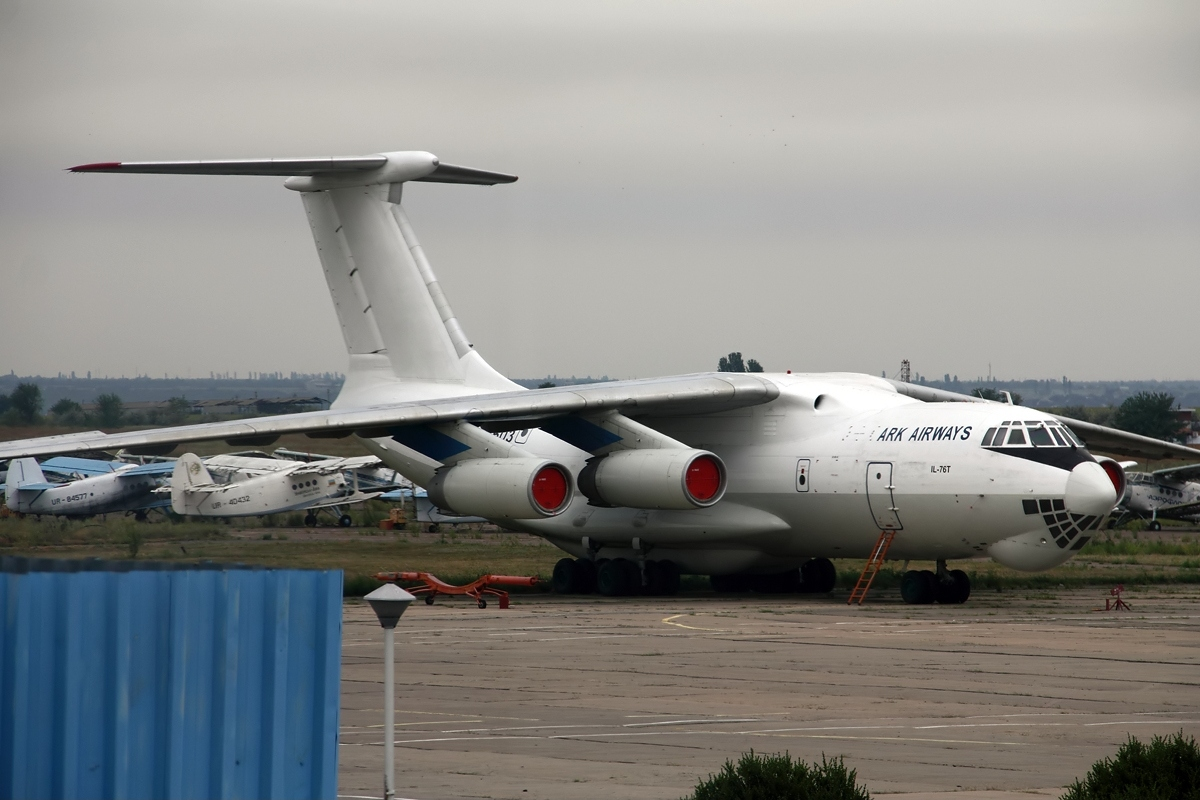
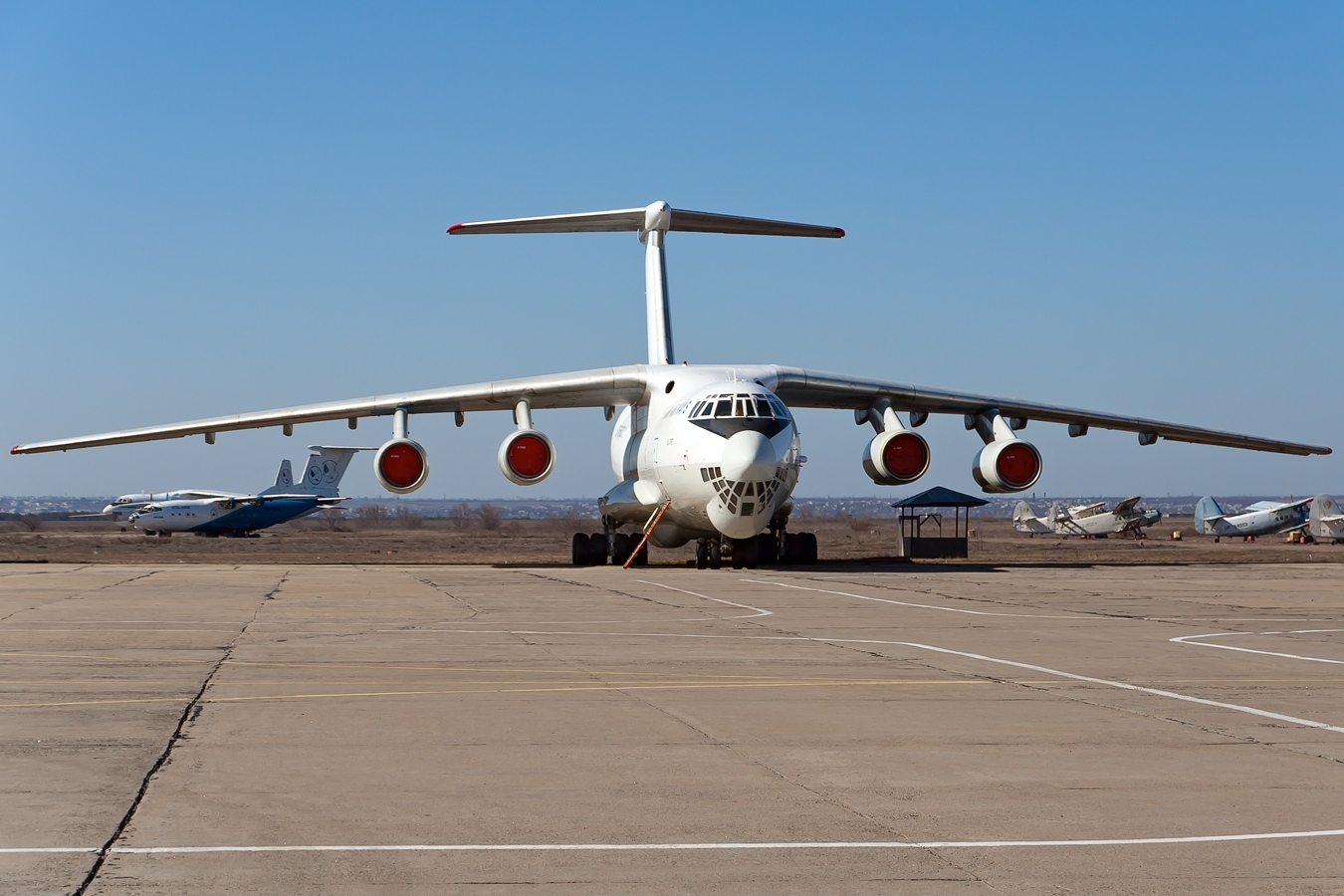
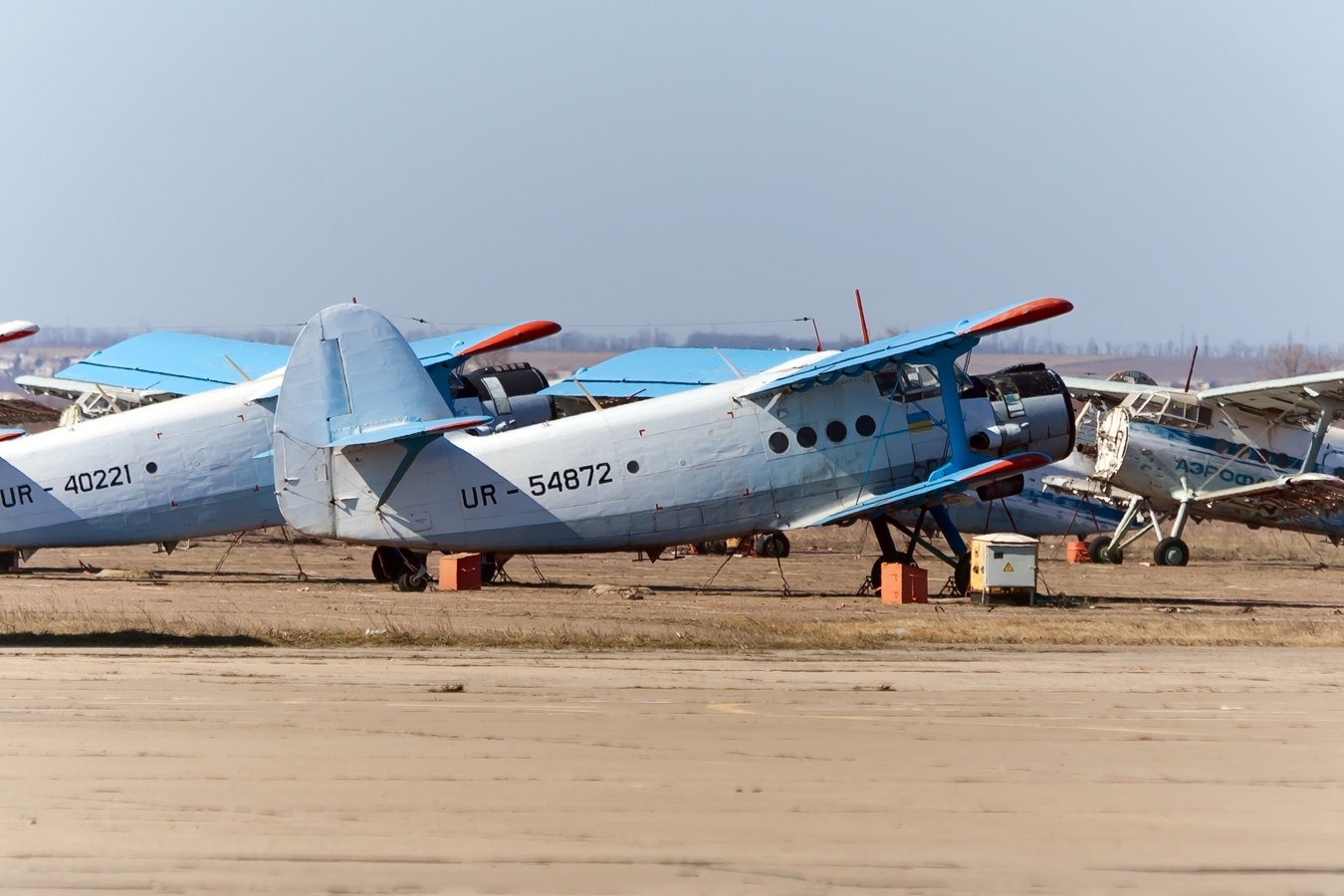
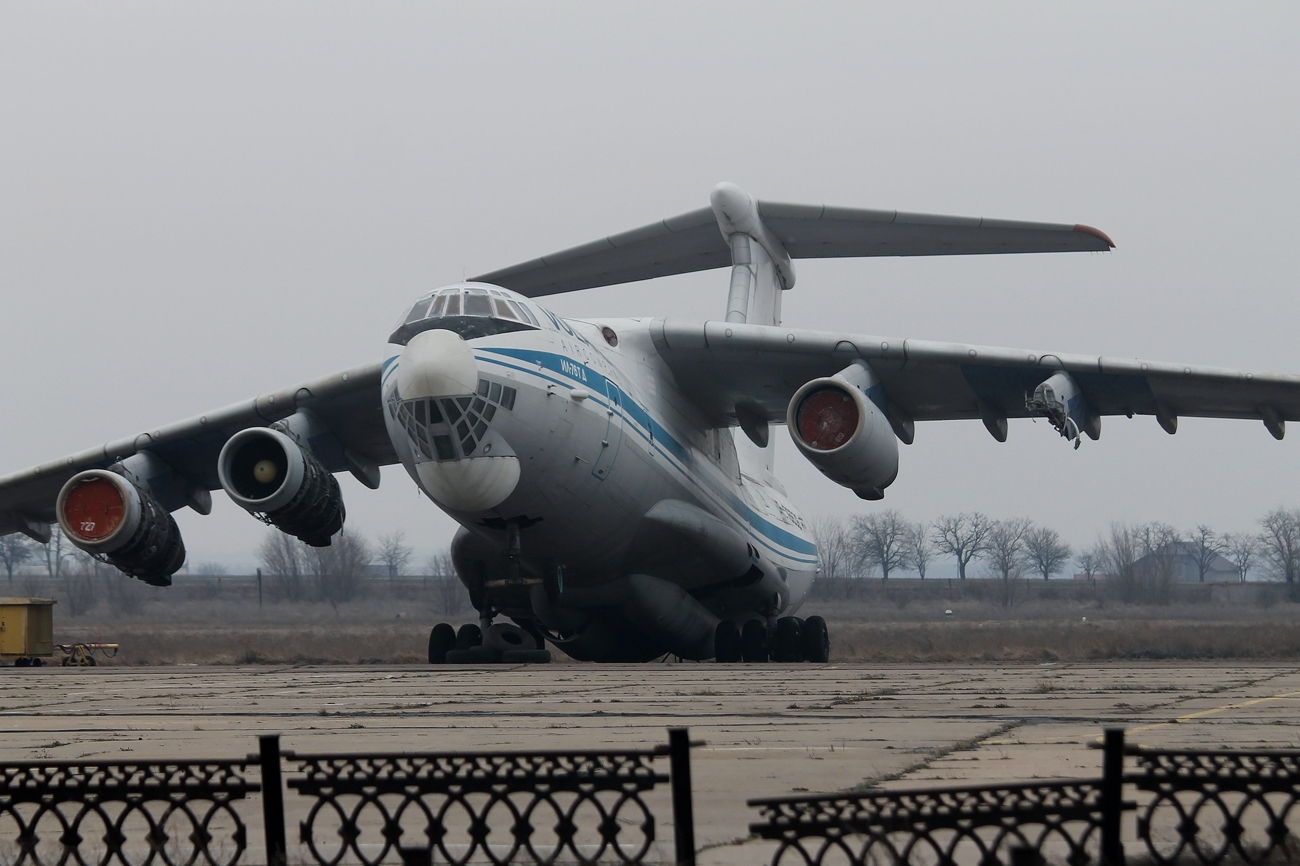
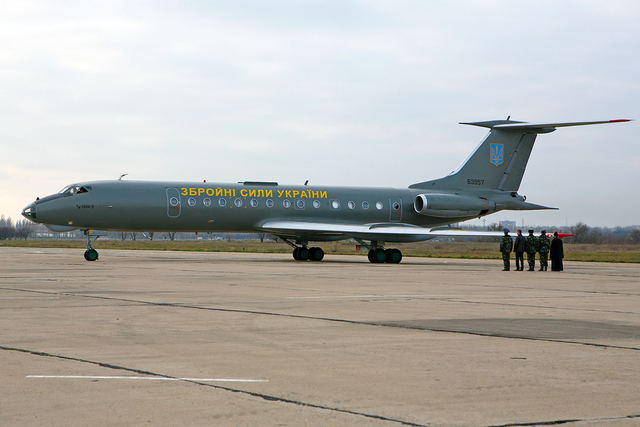
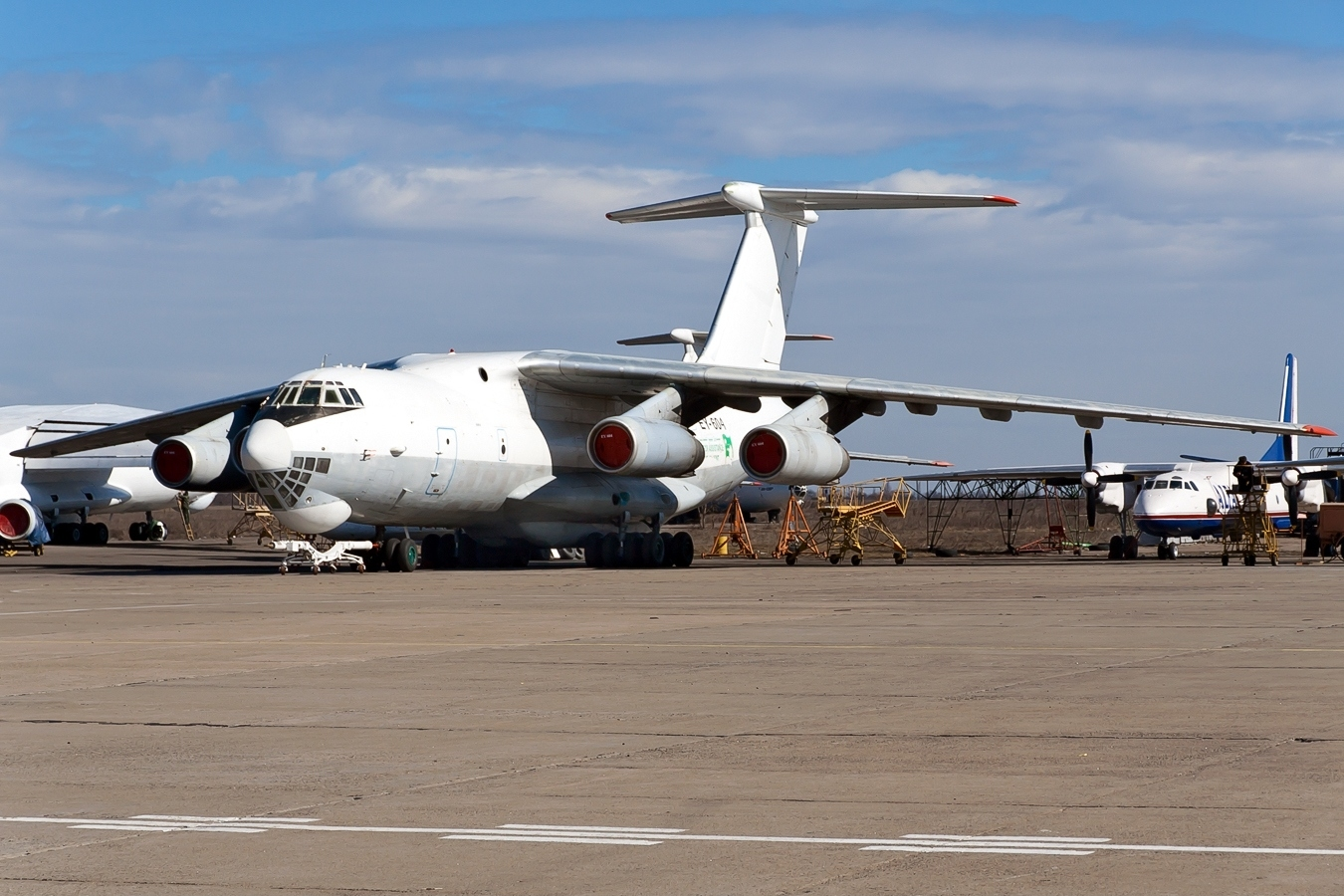
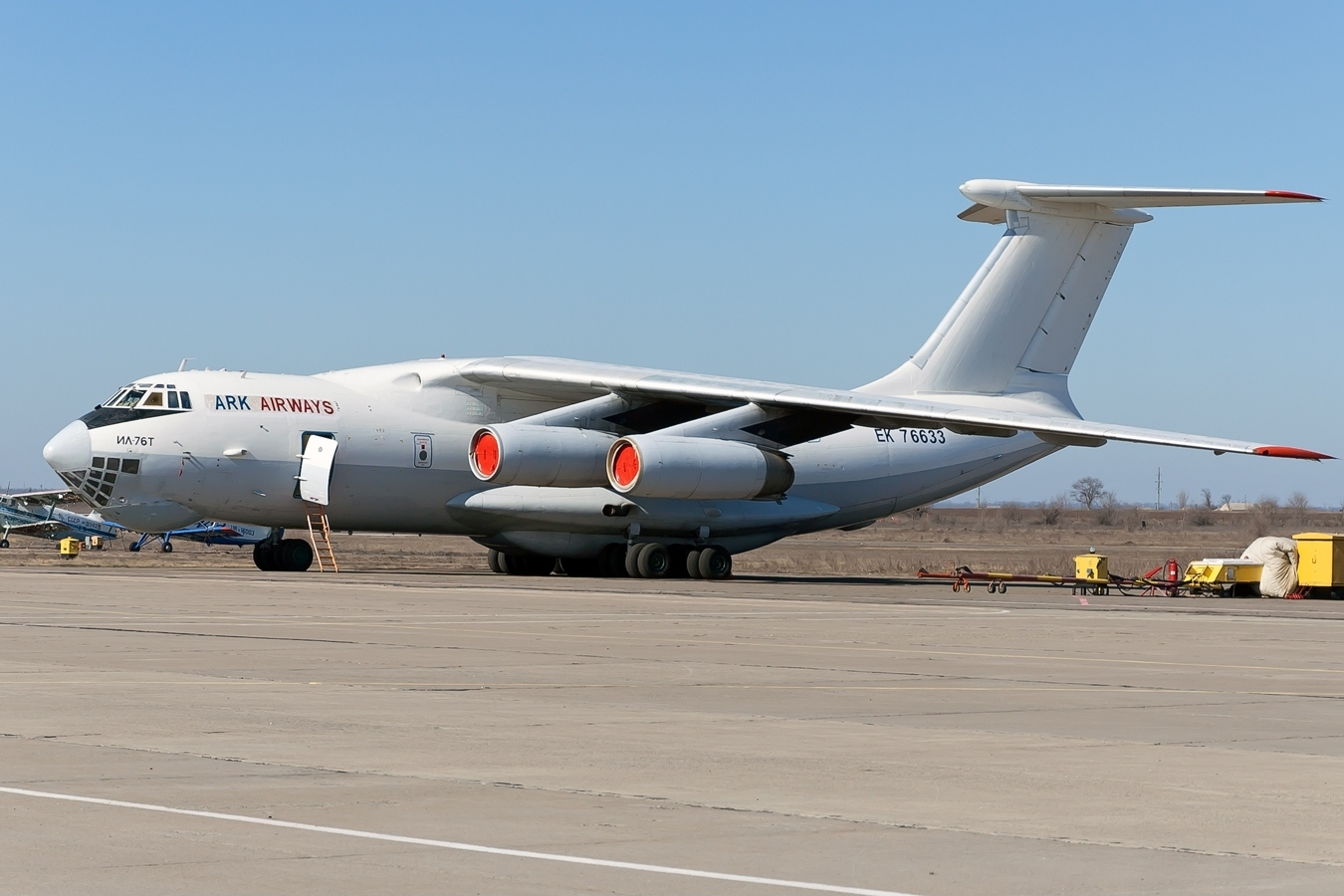

## Статистика
| Рік  | Пасажиропотік «Миколаєва» | %         | Загальний пасажиропотік по країні | %      | Частка Миколаєва |
| ---- | ------------------------- | --------- | --------------------------------- | ------ | ---------------- |
| 1990 | 217200                    |           | —                                 | —      | —                |
| —    | —                         | —         | —                                 | —      | —                |
| 2011 | 18500                     |           | 12464800                          | ▲ 21,7 | 0,15             |
| 2012 | 22900                     | ▲ 23,8    | 14107000                          | ▲ 13,2 | ▲ 0,16           |
| —    | —                         | —         | —                                 | —      | —                |
| 2018 | 256                       |           | 20545500                          | ▲ 24,5 |                  |
| 2019 | 22 700                    | ▲8 767,19 | 24336600                          | ▲ 18,5 |                  |